# Jinnahalli, Heggadadevankote
Jinnahalli là một làng thuộc tehsil Heggadadevankote, huyện Mysore, bang Karnataka, Ấn Độ.